# Zappa Plays Zappa
A Zappa Plays Zappa egy amerikai zenekar, vezetője Dweezil Zappa, Frank Zappa amerikai zeneszerző és gitáros legidősebb fia. Az együttes teljes működését Frank Zappa munkáinak szenteli - Dweezil célja apja zenéjének életben tartása, annak megismertetése egy fiatalabb generációval.

## A zenekar története

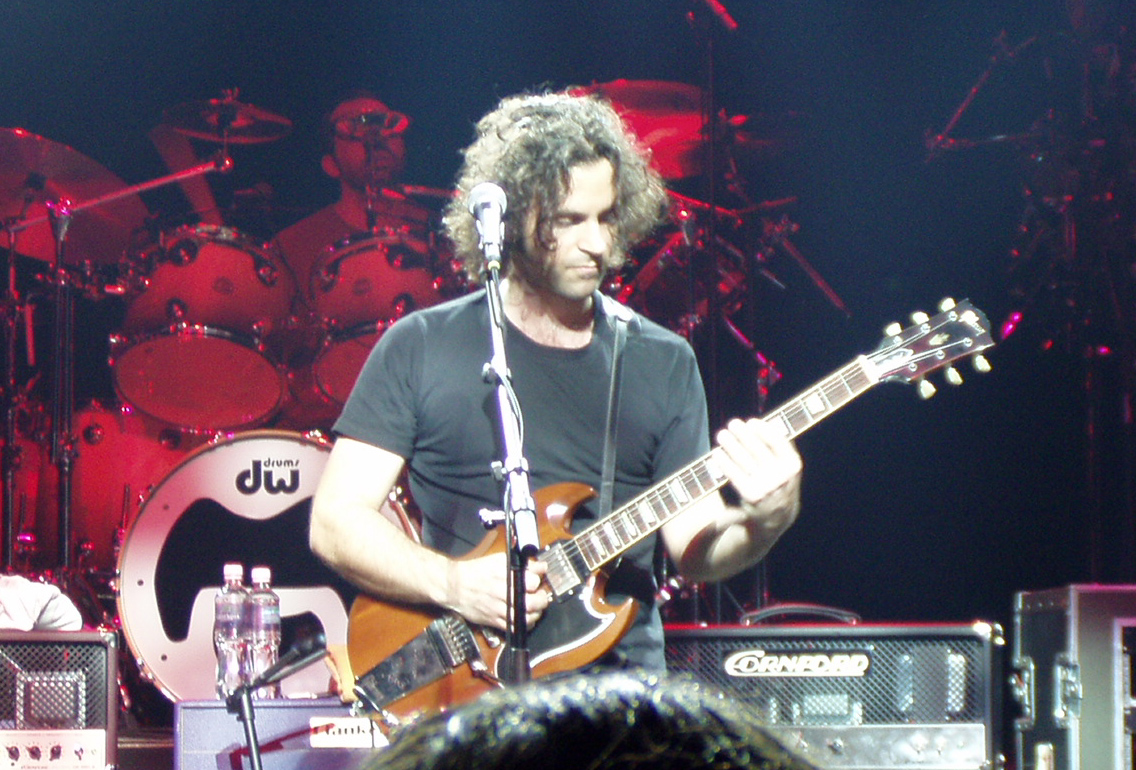
Dweezil Zappa, 2006, Budapest

Az együttes 2006 tavaszán mutatkozott be a Zappa Plays Zappa - Tour de Frank néven is ismert turnéval Európa, Kanada és az Egyesült Államok városaiban (május 24-én Budapesten is nagy sikerrel léptek fel). A műsor jórészt Zappa rock-orientált darabjára épült a hatvanas évektől a nyolcvanas évekig. A zenekar a szólógitáros Dweezil Zappán kívül fiatal, addig jórészt ismeretlen zenészekből állt (és áll azóta is), akikhez mint maghoz Frank Zappa korábbi zenésztársai csatlakoztak vendégként (az első plakátokon és sajtótájékoztatókon Ahmet is a tagok között szerepelt, de az együttessel végül soha nem lépett fel). Ez utóbbiak közül Napoleon Murphy Brock (szaxofon, fuvola, ének) a csapat teljes jogú tagja volt, míg Terry Bozzio (dobok, ének) és Steve Vai "csodagitáros" csak a koncert egy-egy részében lépett színpadra. Videókivetítőről egyes városokban maga Frank Zappa is "fellépett", felvételről hallható szólóját élőben kísérte a zenekar a "Chunga's Revenge", a "Dumb All Over", és a "Cosmik Debris" című dalokban.
A zappai hagyományokat folytatva a csapat október 31-én (Halloween) New Yorkban lépett fel. Ennek a felállásnak a játékát a 2006-os turné végén készült élő DVD is megörökíti.
A 2007-es koncertsorozat vendége már az a Ray White (gitár, ének), akinek erőteljes hangja meghatározó volt Zappa zenekarának '76-os és 80-84-es felállásaiban. A turné során Ausztráliába és Japánba is eljutottak, itt ismét csatlakozott hozzájuk Steve Vai.
Aaron Arntz billentyűs és Ray White 2008 végén és 2009 elején elhagyták az együttest, az új szólóénekes a hírek szerint Corey Glover, a Living Colour énekese lett volna, de a helyet a sikertelennek mutatkozó próbák után egy további meghallgatássorozatot követően az addig ismeretlen Ben Thomas kapta meg. Az új billentyűs 2010 januárja óta Chris Norton.
Az együttes a Dream Theater Progressive Nation 09 turnéjának előzenekara volt 2009-ben, Pain of Salvation és a Beardfish társaságában.

## Grammy, 2009
2009 februárjában, az 51. Grammy-díj átadó gálán a Zappa Plays Zappa nyert a „Legjobb instrumentális előadás” kategóriában, a Peaches en Regalia előadásáért. Érdekesség, hogy az 1969-es Hot Rats nagylemezt, amin a Peaches szerepel, Frank Zappa az akkor újszülött Dweezilnek dedikálta.

## A zenészek
A csapat magja:
- Dweezil Zappa - gitár

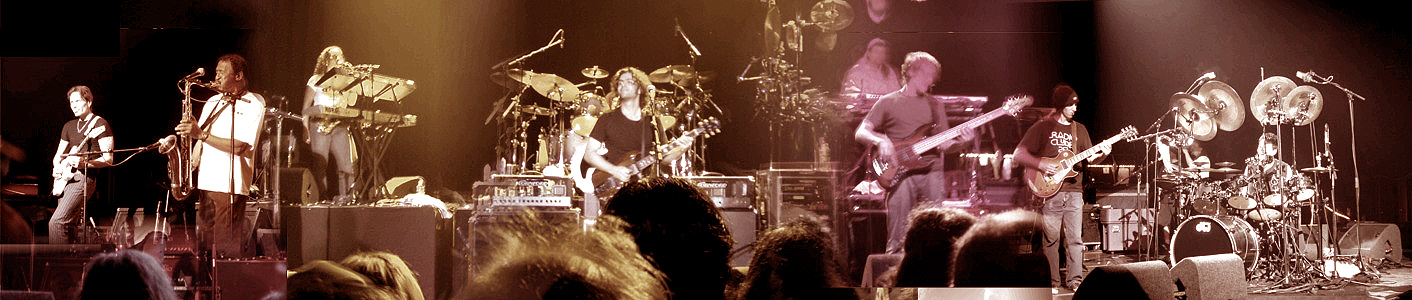
Zappa Plays Zappa, 2006, Budapest

- Scheila Gonzalez - szaxofon, fuvola, billentyűs hangszerek és ének
- Joe Travers - dobok, ének
- Ben Thomas - ének (2009 májusa óta)
- Chris Norton - billentyűs hangszerek (2010 májusa óta)
- Kurt Morgan - basszusgitár, (2012-)[4]

Korábbi tagok:
- Billy Hulting - marimba és más ütőhangszerek (2006-2011)[5]
- Jamie Kime - gitár (2006-2011)[5]
- Scott Thunes - basszusgitár, 2012 februárjában
- Pete Griffin - basszusgitár (2006-2011)
- Aaron Arntz - trombita és billentyűs hangszerek (2006-2008)

Vendégek a 2006-os turné nagy részén:
- Napoleon Murphy Brock - ének, szaxofon, fuvola
- Terry Bozzio - dobok, ének
- Steve Vai - gitár

Vendég a 2007-es, a 2008-as turnén, és a 2009-es turné egy részén:
- Ray White - ének, gitár

Vendég néhány 2010-es fellépésen:
- George Duke - billentyűsök, ének
- Scott Thunes - basszusgitár
- Jeff Simmons - basszusgitár ének
- Moon Zappa - ének

Vendég néhány 2011-es fellépésen:
- Mark Volman - ének
- Howard Kaylan - ének
- Jean-Luc Ponty - hegedű
- Chick Corea - billentyűs hangszerek
- Frank Gambale - gitár

## Kiadványok
- Zappa Plays Zappa (DVD) - dupla DVD a 2006-os turnéról
- Zappa Plays Zappa (CD) - audioválogatás a fenti DVD anyagából (link)
- Son Of Roxy And Elsewhere - DVD, 2008. decemberi felvételek, várhatóan 2010-es megjelenés (előzetes)
- Return Of The Son Of... - dupla CD[6]
- Live - In The Moment - dupla lemez, élő gitárszóló-válogatás, 2011;[7]
- F. O. H. - dupla koncertlemez, 2012
- F. O. H. III - Out Of Obscurity - szimpla koncertlemez, 2012